# Kanadische Badmintonmeisterschaft 1967
Die Kanadische Badmintonmeisterschaft 1967 fand Ende März 1967 gemeinsam mit den Canadian Open 1967 im Winnipeg Badminton Club in Winnipeg statt.

## Medaillengewinner
| Disziplin    | Gold                       | Silber                        | Bronze                        |
| ------------ | -------------------------- | ----------------------------- | ----------------------------- |
| Herreneinzel | Wayne Macdonnell           | Bruce Rollick                 | Yves Paré                     |
| Herreneinzel | Wayne Macdonnell           | Bruce Rollick                 | Jamie Paulson                 |
| Dameneinzel  | Alison Daysmith            | Sharon Whittaker              | Judi Rollick                  |
| Dameneinzel  | Alison Daysmith            | Sharon Whittaker              | Sherri Boyse                  |
| Herrendoppel | Jamie Paulson Yves Paré    | Wayne Macdonnell Bert Fergus  | Bruce Rollick James Carnwath  |
| Herrendoppel | Jamie Paulson Yves Paré    | Wayne Macdonnell Bert Fergus  | Rolf Paterson Edward Paterson |
| Damendoppel  | Jean Miller Patricia Moody | Marjory Shedd Dorothy Tinline | Sharon Whittaker Mimi Nilsson |
| Damendoppel  | Jean Miller Patricia Moody | Marjory Shedd Dorothy Tinline | Sherri Boyse Betty Agnew      |
| Mixed        | Yves Paré Patricia Moody   | Rolf Paterson Mimi Nilsson    | Bruce Rollick Judi Rollick    |
| Mixed        | Yves Paré Patricia Moody   | Rolf Paterson Mimi Nilsson    | James Carnwath Marjory Shedd  |